# Panulirus ornatus
Panulirus ornatus (Fabricius, 1798) è un crostaceo decapode appartenente alla famiglia Palinuridae.

## Distribuzione e habitat
La specie è diffusa nell'oceano Indiano (dal Sudafrica e dal mar Rosso sino alla Nuova Guinea e all'Australia) e nel Pacifico occidentale (dal Giappone alle isole Salomone e alle isole Figi).
Attraverso il canale di Suez è recentemente penetrata nel mar Mediterraneo (migrazione lessepsiana).